# Szergej Ioszifovics Jutkevics
Szergej Ioszifovics Jutkevics (oroszul: Сергей Иосифович Юткевич) (1904. szeptember 15., Szentpétervár – 1985. április 24., Moszkva) szovjet filmrendező, filmteoretikus, forgatókönyvíró, filmpedagógus.

## Munkássága
Kezdetben festőnek készült, később díszlettervezőként dolgozott, majd néhány társával vándorszínházat szervezett. Közösen (az ún. FEKSZ-csoporttal) publikálták a formabontó, kísérleti színházról vallott nézeteiket „Excentrizmus” című kiáltványukban.
1921-től a Vszevolod Mejerhold vezetése alatt álló Állami rendezői műhely hallgatója volt, emellett – Eizensteinnel közösen – egy színház számára színpadképeket tervezett.
A filmhez is díszlettervezőként került, de hamarosan asszisztens is lett. Első, még némafilmes rendezéseit a formanyelvi kísérletezés és a politikai agitáció jellemzi. Munkáskörnyezetben játszódó (immár hangos) filmjei közül kiemelkedik a realista elemekben bővelkedő Ellenterv (1932), (társrendező Fridrih Markovics Ermler, zenéjét Dmitrij Sosztakovics szerezte). Témája: egy óriásturbina határidő előtti elkészítéséért folytatott küzdelem.
Jutkevics egyik legsikeresebb filmjének a Puskás embert (1938) tekintik, ebben fordult először Lenin alakjához. (A „puskás ember” természetesen nem Lenin, hanem a frontról neki levelet vivő katona.)
A háború idején – több neves játékfilmrendezőhöz hasonlóan – Jutkevics dokumentumfilmeket készített, de közben két vígjátékot is rendezett: Jaroslav Hašek közismert hőse, Švejk történeteit alakította át az aktuális háború követelményeinek megfelelően.
Az 1950-es évek elején számos jelentős szovjet rendező vett részt a központilag irányított hősiesség-kultusz terjesztésében, idealizált történelmi hősök ábrázolásában. Jutkevics előbb Przsevalszkij, a nagy orosz utazó életéről készített filmet, de sikerültebb az albán szabadsághős, hadvezér harcait bemutató, Szkander bég, mely az 1954-es cannes-i filmfesztiválon nemzetközi díjat nyert. Két év múlva, ugyancsak Cannes-ban, Shakespeare tragédiájának adaptációja, az Othello, Szergej Bondarcsuk főszereplésével a legjobb rendezés díját nyerte el.
Késői filmjeiben – a Lenin-filmekben és két, Majakovszkij által ihletett ún. kollázsfilmben – a formai útkeresés és egy oldottabb ideologikus látásmód összhangját igyekezett megteremteni.
Filmrendezései mellett Jutkevics kiemelkedő filmpedagógiai (a moszkvai filmfőiskola tanára) és filmszervezői tevékenységet folytatott. Művészettörténeti és filmelméleti munkássága is jelentős, számos monográfiát publikált. Magyarországon több fontos filmjét vetítették, néhány filmelméleti könyve is megjelent.
Hazájában számos állami díjat és kitüntetést kapott. Három évvel halála előtt, az 1982-es Velencei Nemzetközi Filmfesztiválon munkásságát Arany Oroszlán életműdíjjal ismerték el.

## Filmjei
- 1928: Csipkék (Кружева)

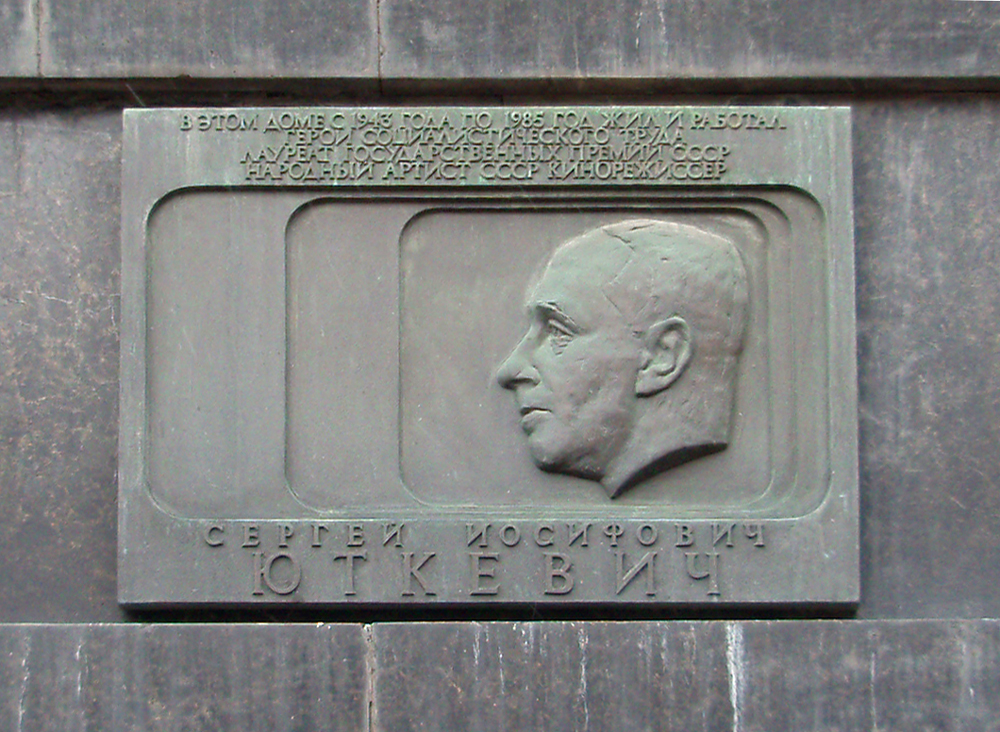
Emléktábla lakóházán, Moszkvában

- 1929: Fekete vitorla (Черный парус)
- 1931: Aranyhegyek (Златые горы)
- 1932: Ellenterv (társrendező) (Встречный)
- 1937: Bányászok (Шахтеры)
- 1938: A puskás ember (Человек с ружьем)
- 1940: Jakov Szverdlov (Яков Свердлов)
- 1942: Svejk harcra készül (Швейк готовится к бою)
- 1943: Svejk újabb kalandjai (Новые похождения швейка)
- 1945: Üdvözöllek, Moszkva!  (Здравствуй, Москва!)
- 1947: Fény Oroszország felett (Свет над Россией)
- 1948: Három találkozás (Три встречи)
- 1951: Przsevalszkij (Пржевальский)
- 1953: Szkander bég (Великий воин Албании Скандербег)
- 1955: Othello (Отелло)
- 1957: Történetek Leninről (Рассказы о Ленине)
- 1962: Gőzfürdő (Баня)
- 1966: Lenin Lengyelországban (Ленин в Польше)
- 1969: Téma egy kis elbeszéléshez (Lika, Csehov szerelme) (Сюжет для небольшого рассказа. Лика, любовь Чехова)
- 1975: Majakovszkij nevet (Маяковский смеется)
- 1981: Lenin Párizsban (Ленин в Париже)
- A darabokra roncsolt Eisenstein-film, a Bezsin rétje restaurátora is.